# بطولة ويمبلدون 1966
قائمة ببطولات ويمبلدون لسنة 1966:

## فردي رجال
مانولو سانتانا هزم  دينيس رالستون. النتيجة: 6-4 11-9 6-4

## فردي سيدات
بيلي جين كينغ هزمت  ماريا بوينو. النتيجة: 6-3, 3-6, 6-1